# 高松駅 (香川県)
高松駅（たかまつえき）は、香川県高松市浜ノ町にある、四国旅客鉄道（JR四国）・日本貨物鉄道（JR貨物）の駅である。駅番号は予讃線がY00、高徳線がT28となっている。
駅の愛称として「さぬき高松うどん駅」が、駅案内パネルには「瀬戸の都、四国最北端の駅」のキャッチフレーズがそれぞれ付与されている。
なお、高松駅発着の切符には駅名が「（讃）高松」と印字されているが、これはJR西日本七尾線にある高松駅（石川県かほく市）と区別するためである。

## 概要
香川県の県庁所在地である高松市の玄関口で、高松琴平電気鉄道（ことでん）瓦町駅と並ぶ同市の2大ターミナル駅の一つである。中心市街地に立地する瓦町駅が市内交通の中心的役割を担うのに対して、高松駅は岡山市などの本州や四国各都市からの玄関口としての役割を持つ。徳島県の徳島・愛媛県の松山・高知県の高知といった四国地方の全県庁所在地を結ぶ特急列車が発着する高松駅は、80年間にわたり四国と本州を結ぶ鉄道連絡船「宇高連絡船」の接続駅であったため、その名残で線路が全て高松駅で行き止まりになる終着駅構造になっている。そのためホームは全て頭端式ホームであり、駅前広場からホームまで全く段差のない構造になっている。
2024年10月現在、JR四国管内で自動改札機が設置されている駅は、高松駅、松山駅と高知駅のみである。2024年3月22日、現駅舎北側にCOM高松に次ぐ新たな駅ビル『高松オルネ(ORNE)』が誕生、鉄骨4階建て延べ約9,000平方メートルの商業棟と、鉄骨地下1階、地上4階建て延べ約5,500平方メートルの駐車場棟から成る。

### 利用可能な鉄道路線
予讃線を所属線とし、高徳線を加えた2路線が乗り入れている。どちらも、高松駅が起点となっている。このほか予讃線経由で土讃線・本四備讃線の列車が乗り入れてくる。本四備讃線の系統については予讃線区間も含めて「瀬戸大橋線」の愛称がつけられており、高松駅はその四国側の起点としても扱われている。
また、高松駅から国道30号（中央通り）を挟んで東方約200mにことでん琴平線の高松築港駅がある。

## 歴史
- 1897年（明治30年）2月21日：讃岐鉄道の駅として、高松駅 - 丸亀駅間の開通時に開業[1]。一般駅で、当時は現在地より南西（現在の高松市扇町二丁目、香川県立盲学校付近）にあった。
- 1904年（明治37年）12月1日：山陽鉄道に移管[1]。
- 1906年（明治39年）12月1日：山陽鉄道の国有化により、国有鉄道の駅となる[1]。
- 1910年（明治43年）
  - 6月12日：宇高航路（宇高連絡船）運航開始[1]。
  - 7月1日：高松港近くへ約1km移転[8]。2代目駅舎が使用を開始。
- 1911年（明治44年）12月20日：高松駅の隣に高松桟橋待合所を開設。
- 1924年（大正13年）8月10日：高松駅構内扱いで高松桟橋 - 高松間が開業[8]。
- 1925年（大正14年）8月1日：高徳線が志度駅まで開通[9]。
- 1949年（昭和24年）6月1日：日本国有鉄道法の施行に伴い、公共企業体日本国有鉄道（国鉄）が継承。
- 1959年（昭和34年）9月15日：東へ0.3km移転[10]。高松桟橋駅を廃止し高松駅に統合[10]。仮駅舎の使用を開始[11]。
- 1960年（昭和35年）新駅舎の開業式を挙行、3代目駅舎が使用を開始[12][13][14]。
使用停止となった2代目駅舎はそのまま残されたが、鉄道記念物への指定および保存が検討されていた矢先の1960年8月20日、火災のため焼失[1]。
- 1965年（昭和40年）3月18日：北四国急行線（自動車線）高松 - 松山間が運行開始[15]。
- 1972年（昭和47年）4月26日：旅行センター開業[16][17]。
- 1973年（昭和48年）7月20日：連絡船乗り場への通路にエスカレーターを設置[18]。四国の国鉄駅の改札内では初[18]。
- 1977年（昭和52年）3月:構内にCTCセンターを開設[19]。高徳本線の制御を開始[19]。
  - その後1982年（昭和57年）12月からは徳島本線の制御を、1985年（昭和60年）3月からは予讃本線（松山まで）の制御を、それぞれ開始[19]。

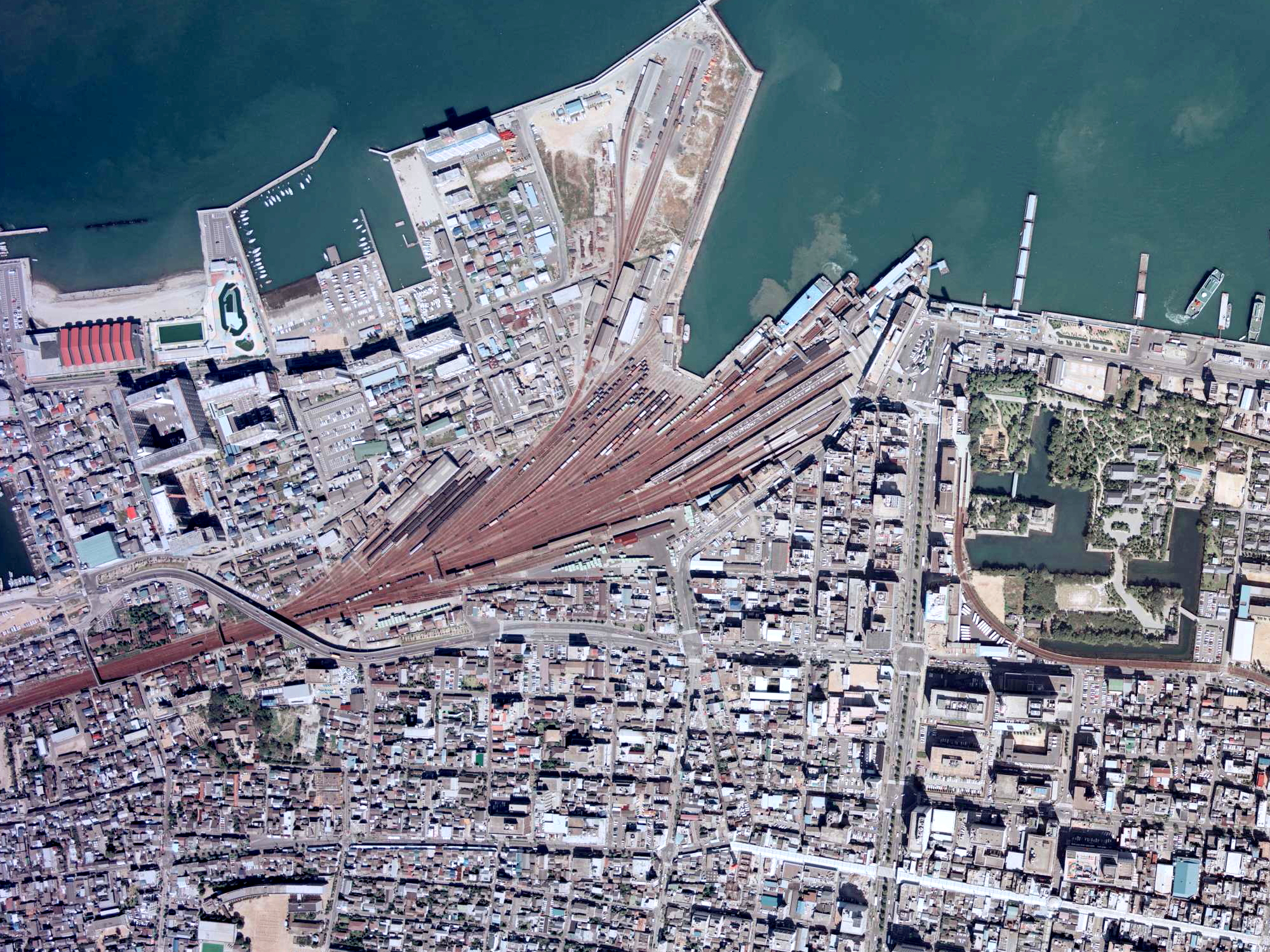
高松駅周辺の空中写真（1980年10月撮影）

- 1987年（昭和62年）4月1日：国鉄分割民営化により、四国旅客鉄道（JR四国）・日本貨物鉄道（JR貨物）が継承。
- 1988年（昭和63年）4月10日：本四備讃線（瀬戸大橋線）開通。前日をもって宇高航路の連絡船[20]とホーバークラフトが廃止。高速艇のみ存続。
- 1990年（平成2年）3月31日：宇高航路の高速艇が旅客減で休止。
- 1991年（平成3年）3月15日：再開されないまま高速艇廃止。JRが宇高航路から撤退。
- 1997年（平成9年）12月19日：港頭地区再開発の具体化に伴い、3代目駅舎の使用を終了[21]。翌12月20日より仮駅舎に移転[21][22]。

- 2000年（平成12年）
  - 3月4日：4代目駅舎着工式[23]。

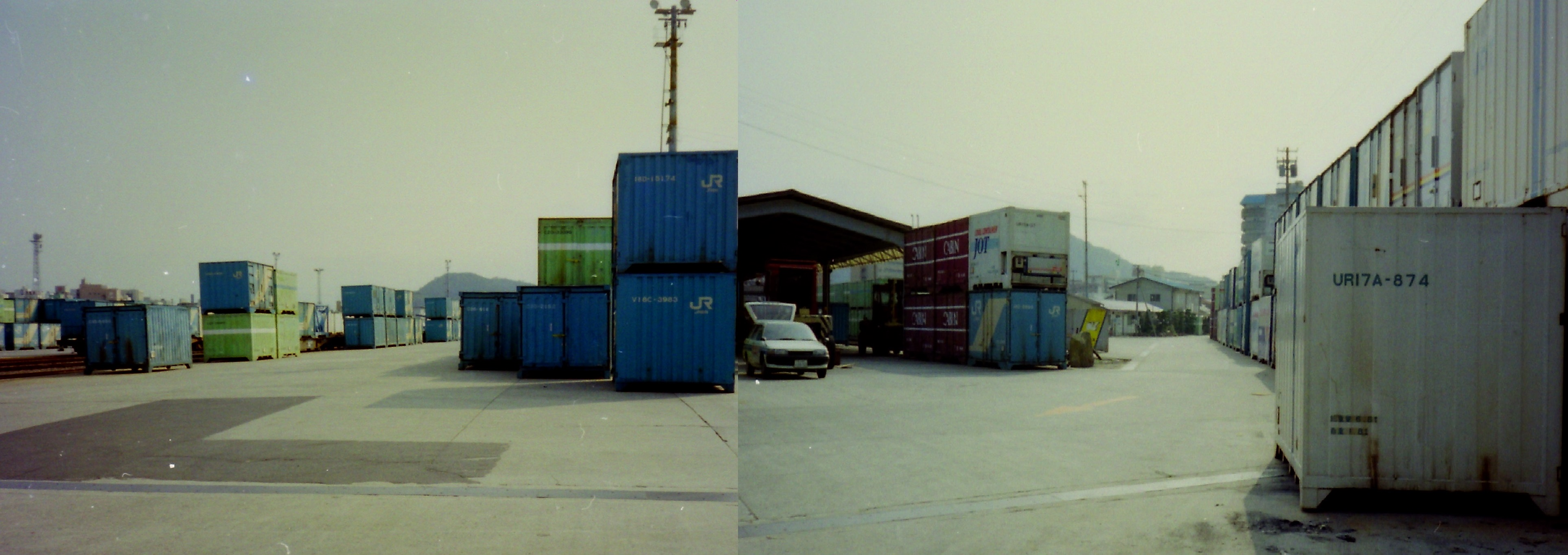
廃止前の貨物取扱施設（1994年4月）。1980年代前半に、宇高連絡船桟橋対岸の埠頭に大規模なコンテナホーム等を整備し、旅客駅南側から貨物取扱施設が移転していた。2000年3月に高松貨物ターミナル駅へ移転した。

  - 8月22日：貨物の取り扱いを新設の高松貨物ターミナル駅へ移管[24]。当駅の定期貨物列車の発着が無くなる。
  - 10月31日：線路切替工事により0番線を廃止して、3番線の使用を開始する[25]。また、跨線橋の使用を停止して駅舎とホーム間は平面移動のみとなる[25]。
- 2001年（平成13年）
  - 5月13日：4代目駅舎となる新駅ビル使用開始[26]（旧駅舎より西へ0.3km移転[27] ）。新駅舎に「連絡船うどん」がオープンした[28]。
  - 7月26日：新しい1・2番線が完成し、使用開始[29]。
- 2005年（平成17年）3月25日：土佐くろしお鉄道宿毛駅での衝突事故を受けて増設した速度照査用ATS地上子の使用を開始。
- 2007年（平成19年）10月12日：高知駅に次ぎ2例目となる、自動改札機の導入を発表。来夏導入を予定した[30]。
- 2008年（平成20年）
  - 6月1日：自動改札機と指定席券売機の使用を開始。
  - 10月10日：エクスプレス予約の受信端末の使用を開始。
- 2012年（平成24年）
  - 3月17日：ICカード「ICOCA」の利用が可能となる[31]。
  - 3月29日：香川県が展開している「うどん県」キャンペーンに合わせ、愛称として「さぬき高松うどん駅」の名称を使用開始。当初は「さぬきうどん駅」を使用する予定だったが、高松市および同市民から、愛称が市民への意見聴取なきまま決定されたことや同市にはうどん以外の特産物もあることなどを理由として反発したことからJR社長と県知事による相談などがなされた結果、駅の愛称に「高松」の2文字を入れることとなった[5]。
- 2021年（令和3年）
  - 3月13日：日本一終着時刻の遅い駅となる。
  - 11月30日：駅舎内の「連絡船うどん」が閉店[28][32]。
- 2024年（令和6年）
  - 3月11日：みどりの券売機プラスを導入[4]。
  - 3月22日：高松駅ビル『高松オルネ(ORNE)』が開業[33][34]。

### 旧・高松駅
1897年（明治30年）2月21日に讃岐鉄道の駅として開業してから1910年（明治43年）6月30日までの13年間余り、高松駅は現在地からおよそ1.3km南西の香川郡宮脇村大字西浜（現在の高松市扇町二丁目、香川県立盲学校付近）にあり、通称「西浜ステーション」と呼ばれていた。
高松港と本州・岡山県を結ぶ鉄道連絡船は1897年頃に讃岐鉄道汽船会社によって三蟠港（現・岡山市中区）間が運行され始め、1903年には山陽汽船によって本格的な運行が始まった。しかし三蟠港から岡山駅までの乗り換えが多く不便であったため、港を本州側上陸最短の宇野港へ変更した上で鉄道を敷設し、その開通を以って1910年（明治43年）6月12日に宇高航路が開かれた。
四国側の高松港でも鉄道連絡の利便性を向上させるべく、高松駅の場所をより港に近くする必要があったため、宇高航路就航のおよそ20日後の1910年（明治43年）7月1日に高松市新湊町（現・浜ノ町）に新高松駅が開業した。
新駅舎への移転にあたって線路も当時の海岸線沿いを高松港へ向かう現在のルートに変更されて、その終点に新駅舎が建設された。旧駅舎跡には香川県立盲学校が建設され、現・高松操車場から東へ向かう旧路線跡は現在高松市道五番町西宝線となっている。その道路の拡幅工事の際にも旧駅舎跡付近でプラットホームに使用されていたレンガなどが出土している。

### ことでん駅の結節（隣接）計画
高松市は駅の南側に土地を確保しており、ことでんが高架（連続立体交差化）で乗り入れる計画があり、当初は7階建てでデパートを入居させる計画もあったが、現行の高架駅案に変更された。しかし2005年、香川県が財政難から事業を凍結し、2010年2月10日に香川県の公共事業再評価委員会が事業中止の答申を出した。これを受けて同年2月25日の香川県議会で真鍋武紀知事（当時）は正式に計画の中止を表明した（詳細は高松築港駅の項目を参照）なお、計画時にJRとことでんなど関係者間で一切の話し合いがもたれなかったとされる。真鍋知事は中止決定に際して「（両駅の連絡については）屋根つき歩道や案内標識を整備することにより、利用者の快適性や利便性の向上を図っていく」と述べ、これを受けて、2010年7月に駅入口から東側にのびる歩道の屋根が駅前タクシー乗り場から中央通りの交差点手前まで延伸された。
一方で、高松市がことでん琴平線仏生山駅以北にLRTを導入することを2008年以降検討しており、2009年12月の協議会で示された案には起点をJR高松駅とするプランが含まれている。
その後、駅南側の土地は公園を経て高速バスターミナルが整備され、2013年10月1日に使用が開始されている。

## 駅構造
頭端式4面10線を有する地上駅。高松港に隣接する。頭端式であるため、駅周辺の道路や駅前広場からホームまで一切の段差がなく、バリアフリー構造となっている。
一部のホームは乗降ステップのない車両へ乗降する際の段差が少なく、JR四国の管轄駅では当駅が唯一の事例である。ホーム上には待合所が設置されている。長らく空調設備がなかったが、現在は全てのホームにエアコンが設置されている。列車接近放送では、「瀬戸の花嫁」のメロディが流れる（これは香川・愛媛（今治駅のみ）両県内の主要駅でも流れる。）。
現在の高松駅は2001年に0.3km宇和島・徳島方に移転したものである。そのため0キロポストはなく、0.3kmから始まっている。なお、このキロポストは5番線ホームの下にある。

### のりば
- 1 - 3番線は架線が設置されていないため電車は入線できず、高徳線方面の気動車列車専用となっている。なお、2番線は1番線ホーム切欠き部分に設置されている。ホームの高さは960mm。
  - 1番線は4両、2番線は3両、3番線は7両編成に対応している。
- 4番線は、電車列車も発着するが乗降ステップのある気動車列車に対応し、電車の発着する他番線と比べ線路が高く（ホームが低く）なっている（ホームの高さ960mm）。予讃線を走行する乗降ステップのある気動車列車は全てこのホームからの発着となっている。
- 5 - 9番線は主に電車列車や特急用の2000系気動車など乗降ステップのない車両が発着するため、ホームの高さが比較的高い1,100mmとなっており、段差が無く乗降できる。
  - 4 - 7番線は8両、8番線は9両、9番線は10両編成に対応している。
- 日中、快速「マリンライナー」は5番のりばと6番のりばを交互に使用しているため、改札内の案内板には先発列車ののりばが案内されている。
- 頭端式ホームのため、2025年3月改正まで運行されていた岡山発着の特急「うずしお」は当駅で進行方向が逆向きになっていた。
- 時刻表には列車入線時刻が掲載されているが、発車15分以上前に入線する列車であっても発車15分前が入線時刻として書かれているため、掲載時刻より早く入線していることがある[要出典]。
- 瀬戸大橋線の当駅発着定期列車には普通列車の設定はなく、特急か快速「マリンライナー」のみとなり、線内の普通列車へは児島駅にて接続する。
- 9番線には機回し線が設けられている。4代目駅舎が完成して以降は旅客列車の発着はないが、団体列車や工事列車、甲種輸送用の機関車が使用している。
  - 機回し線を設置しているため、9番線の駅舎寄りのホームは若干湾曲している。
  - 客車時代の寝台特急「瀬戸」は一部の車両でドアカットを行っていた。

| 番線       | 路線                 | 行先                         | 備考                                                           |
| ---------- | -------------------- | ---------------------------- | -------------------------------------------------------------- |
| 1・2・3    | ■高徳線              | 志度・三本松・徳島方面       | 特急「うずしお」は3番のりばから発車                            |
| 4・7       | ■予讃線・■土讃線直通 | 坂出・観音寺・松山・高知方面 | 特急「いしづち」は主に7番のりば                                |
| 5・6・8・9 | ■予讃線・■土讃線直通 | 坂出・観音寺・松山・高知方面 | 特急「しまんと」は主に6・8番のりば                             |
| 5・6・8・9 | ■瀬戸大橋線          | 岡山・東京方面               | 通常は5・6番のりばを使用 寝台特急「サンライズ瀬戸」は9番のりば |

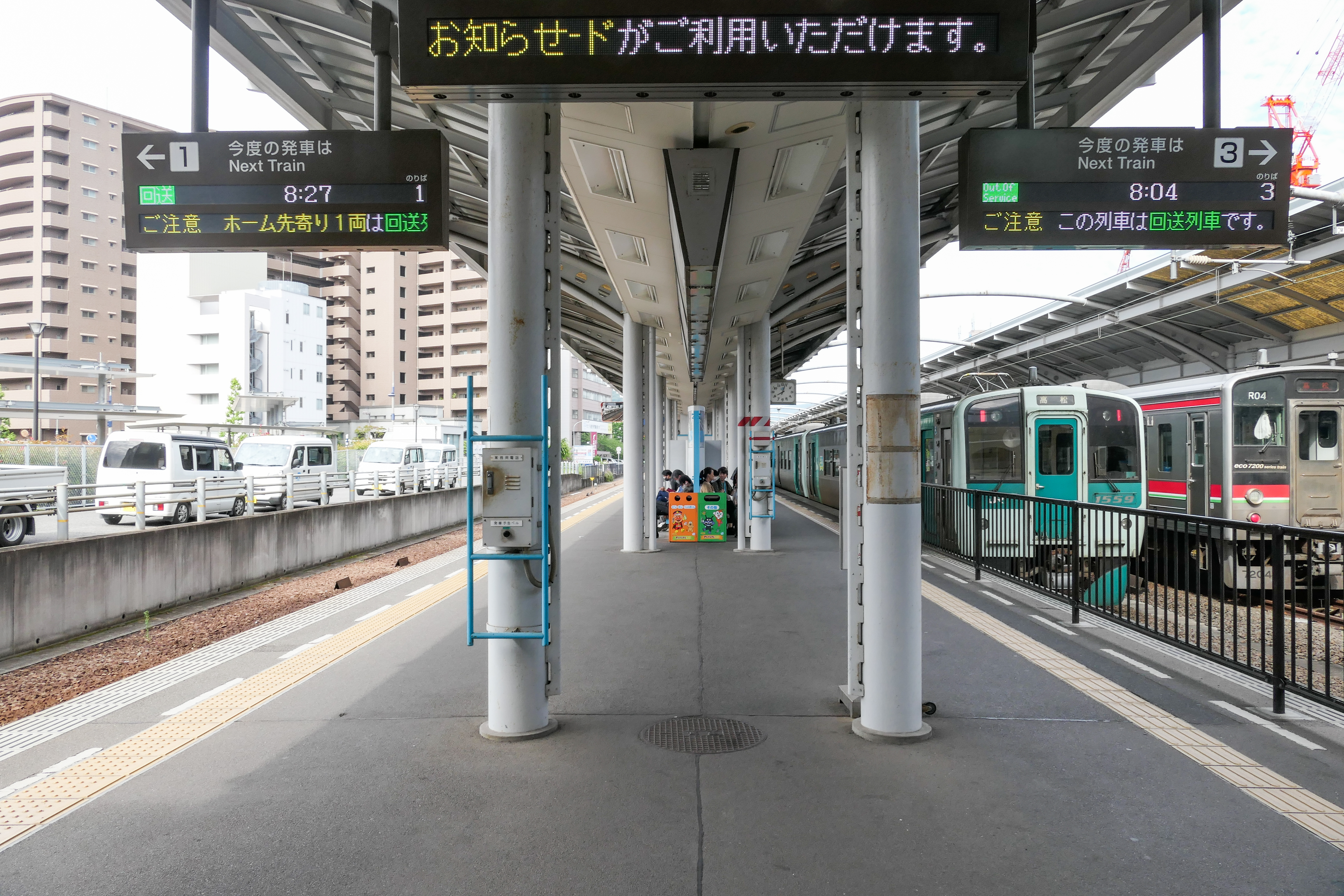
1・3番線ホーム（2023年6月）
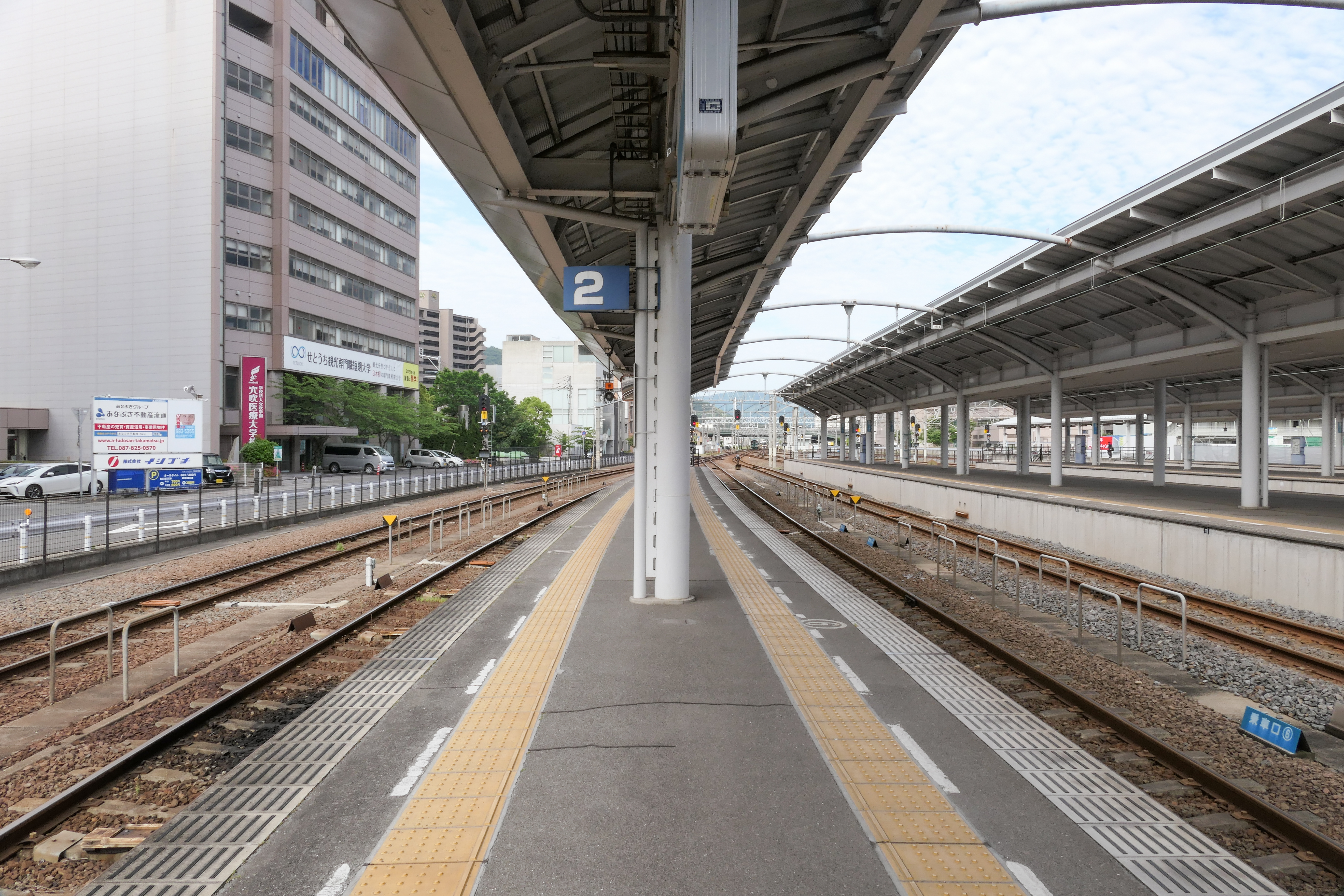
2・3番線ホーム（2023年6月）
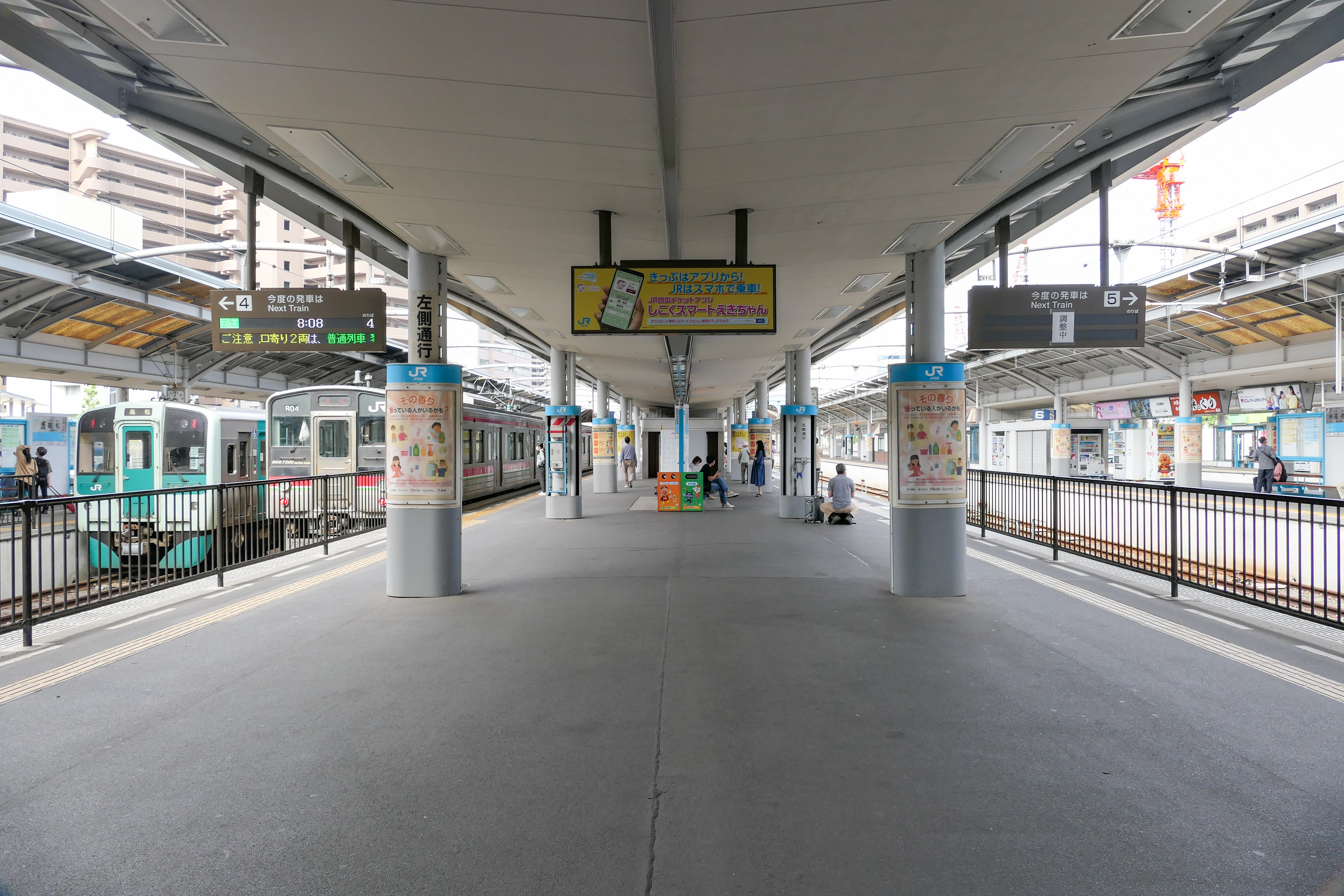
4・5番線ホーム（2023年6月）
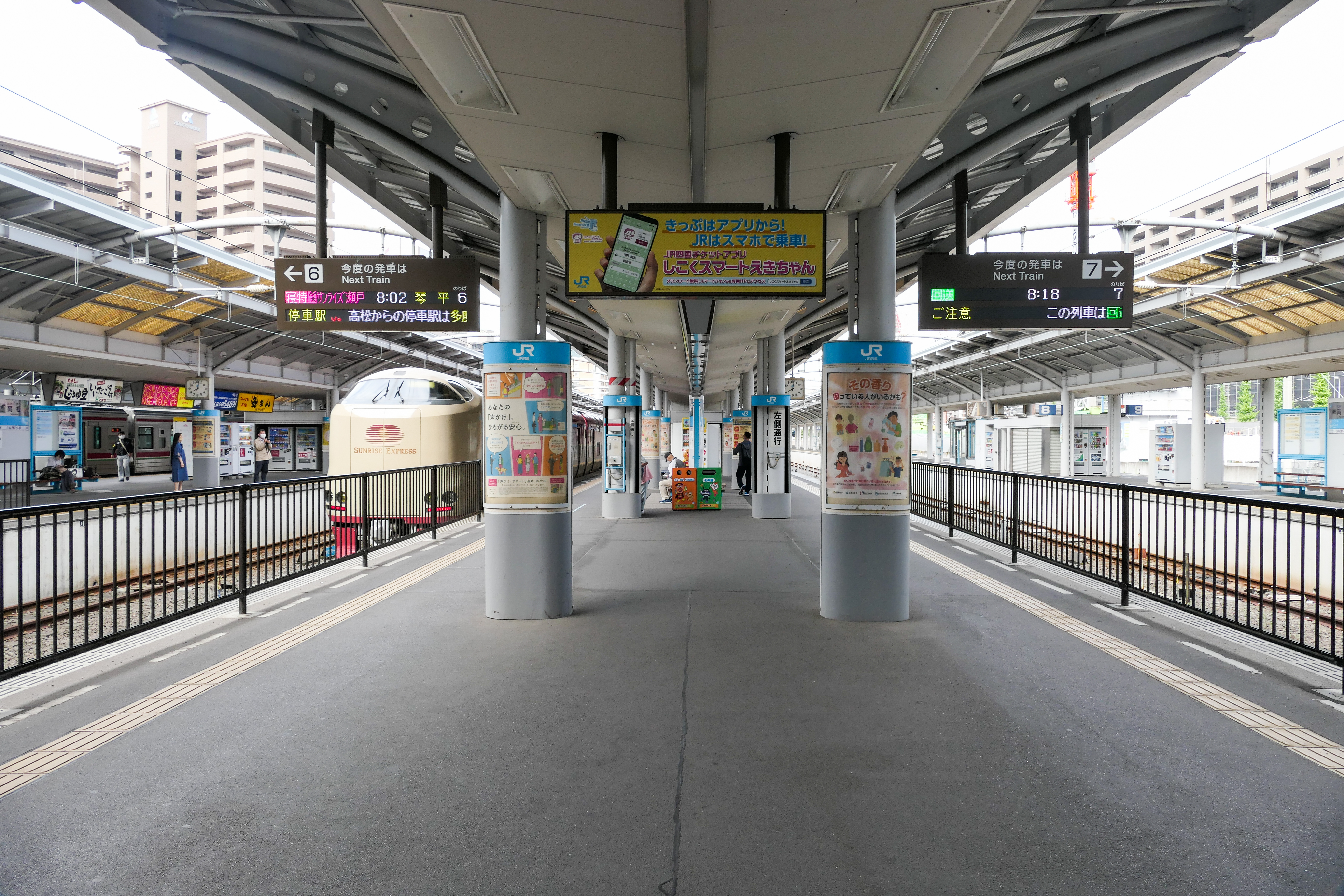
6・7番線ホーム（2023年6月）
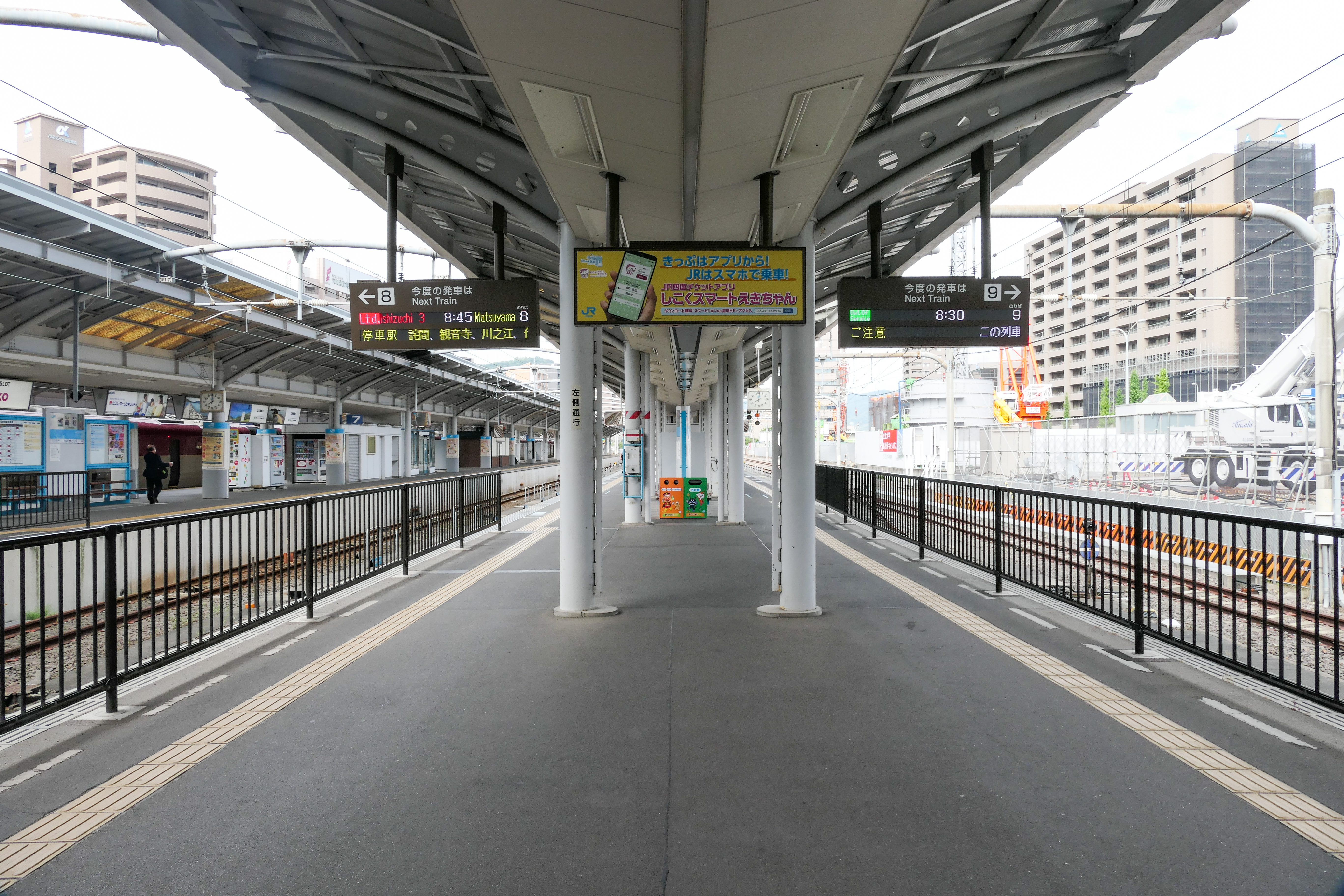
8・9番線ホーム（2023年6月）

### 駅構内の施設
改札口やコンコース、みどりの窓口といった駅そのものの施設のほか、ワープ高松支店や駅レンタカーなどの旅行関連施設、商業施設の「TAKAMATSU ORNE」などが入居している。乗車券類の購入は、みどりの窓口のほか、指定席券売機とみどりの券売機プラスも設置されている。また、乗車券類の払い戻しは、現金購入のものは改札内の精算窓口にて、クレジットカード決済のものはみどりの窓口にて行われる。

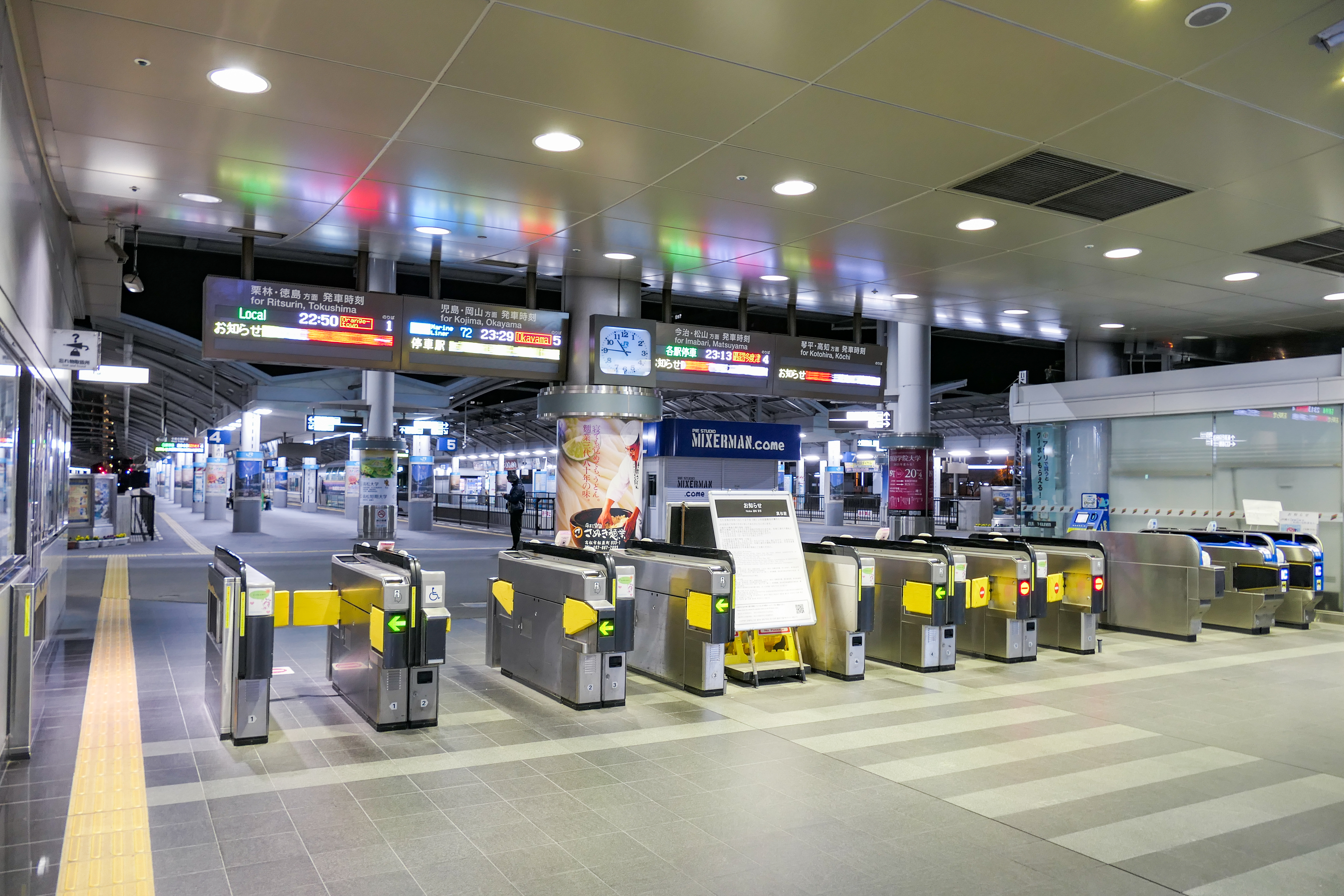
改札口（2021年12月）
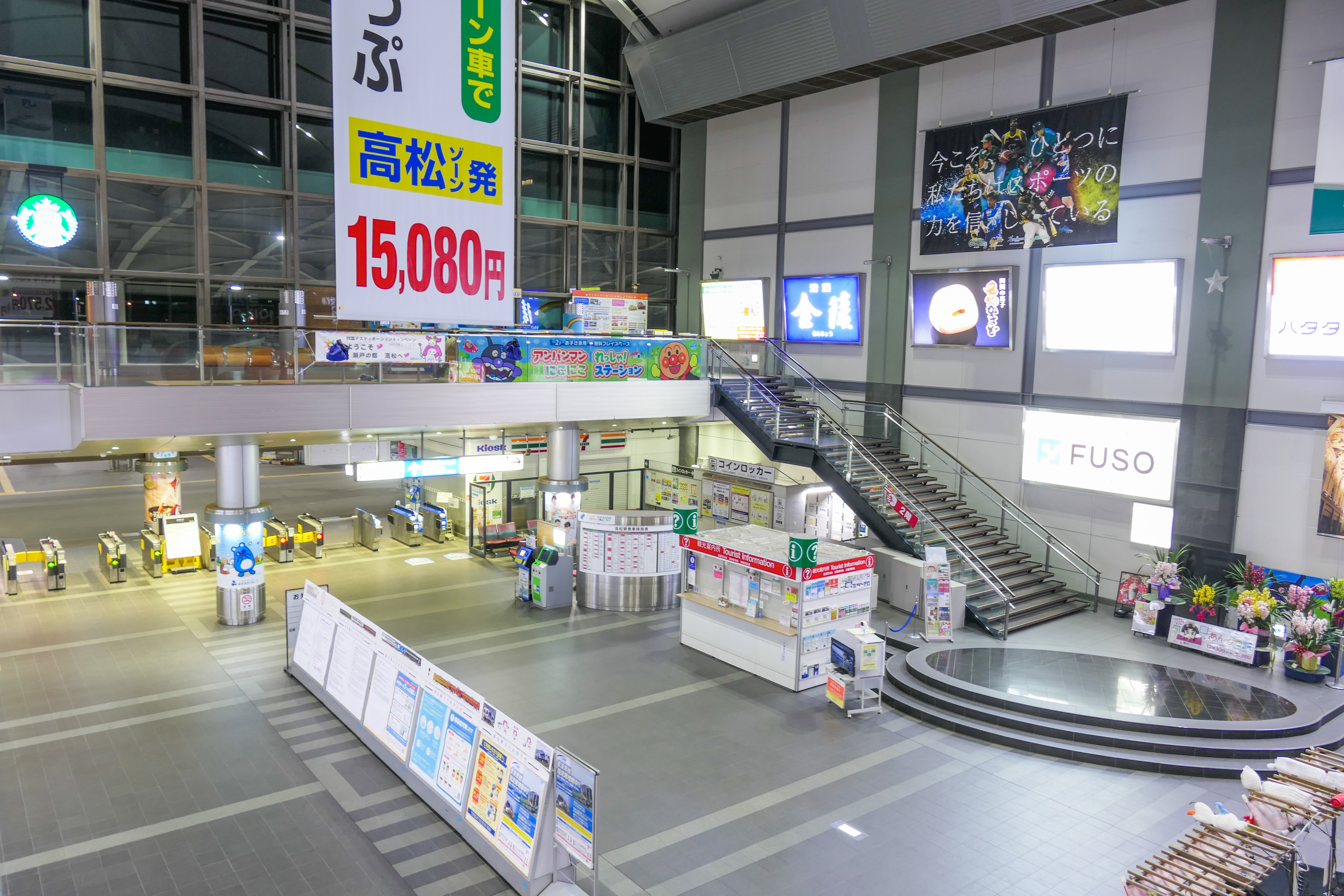
駅舎内コンコース（2021年12月）

## 利用状況
JR高松駅の1日平均の乗車人員は11,637人である（2023年度）。これは四国旅客鉄道（JR四国）内の駅では最多である。なお、私鉄駅も含めると四国内では伊予鉄道の松山市駅に次ぐ利用者数である。
また、各年ごとの1日平均の乗車人員は以下の通りである。
かつては宇高連絡船との接続駅として賑わい、連絡船が廃止された現在でも四国における鉄道の起点である。発着本数は1日当たり360本程度あり、利用者数・発着本数共にJR四国で最多である。
また、乗降客数も2大ターミナル駅の１つである高松琴平電気鉄道瓦町駅と比べ約2倍程度となっている。
全体の利用者数としては減少傾向でありつつも近年では微増していたが、コロナ禍による外出自粛の影響を受け、2020年度より利用者減となった。1988年（昭和63年）4月10日の瀬戸大橋開通に伴う瀬戸大橋線開業の影響で、同年の利用者数は前年比4割増と爆発的に増加している。
| 年         | 乗車人員  | 乗車人員    | 乗車人員    | 乗車人員    | 降車人員  | 降車人員    | 前年比 |
| 年         | 1日平均   | 総数        | 普通        | 定期        | 1日平均   | 総数        | 前年比 |
| ---------- | --------- | ----------- | ----------- | ----------- | --------- | ----------- | ------ |
| 10年代平均 | 1万2515人 | 456万7997人 | 209万6803人 | 247万1194人 | 1万2513人 | 456万7287人 | -6.0%  |
| 2015年     | 1万2721人 | 464万3164人 | 217万9564人 | 246万3600人 | 1万3377人 | 488万2681人 | 2.6%   |
| 2014年     | 1万2402人 | 452万6687人 | 209万9240人 | 242万7447人 | 1万2322人 | 449万7426人 | -2.3%  |
| 2013年     | 1万2689人 | 463万1410人 | 214万8480人 | 248万2930人 | 1万2542人 | 457万7796人 | 2.4%   |
| 2012年     | 1万2386人 | 452万0711人 | 207万4089人 | 244万6622人 | 1万2276人 | 448万0827人 | 0.2%   |
| 2011年     | 1万2362人 | 451万2091人 | 203万3351人 | 247万8740人 | 1万2203人 | 445万4049人 | -1.3%  |
| 2010年     | 1万2531人 | 457万3916人 | 204万6092人 | 252万7824人 | 1万2359人 | 451万0944人 | -0.7%  |
| 00年代平均 | 1万3320人 | 485万8934人 | 233万3450人 | 252万8480人 | 1万3163人 | 480万4446人 | -20.8% |
| 2009年     | 1万2621人 | 460万6659人 | 205万6187人 | 255万0472人 | 1万2436人 | 453万9017人 | -4.5%  |
| 2008年     | 1万3215人 | 482万3339人 | 226万7380人 | 255万5959人 | 1万3055人 | 476万5139人 | -1.4%  |
| 2007年     | 1万3401人 | 489万1354人 | 233万6362人 | 255万4992人 | 1万3232人 | 482万9509人 | 1.5%   |
| 2006年     | 1万3208人 | 482万0831人 | 230万9726人 | 251万1105人 | 1万3047人 | 476万2142人 | 0.7%   |
| 2005年     | 1万3120人 | 478万8643人 | 229万0817人 | 249万7826人 | 1万2973人 | 473万5204人 | -2.1%  |
| 2004年     | 1万3405人 | 489万3002人 | 237万0885人 | 252万2117人 | 1万3208人 | 482万0927人 | 0.2%   |
| 2003年     | 1万3384人 | 485万5266人 | 237万7198人 | 250万8028人 | 1万3195人 | 481万6024人 | 0.9%   |
| 2002年     | 1万3262人 | 484万0806人 | 237万7543人 | 246万3263人 | 1万3143人 | 479万7222人 | -3.0%  |
| 2001年     | 1万3677人 | 499万2110人 | 246万6796人 | 252万5314人 | 1万3520人 | 493万4722人 | -1.7%  |
| 2000年     | 1万3910人 | 507万7332人 | 248万1609人 | 259万5723人 | 1万3821人 | 504万4550人 | -4.9%  |
| 90年代平均 | 1万6814人 | 613万6949人 | 321万8985人 | 291万7965人 | 1万6290人 | 594万5916人 | 9.7%   |
| 1999年     | 1万4620人 | 533万6317人 | 265万5305人 | 268万1012人 | 1万4423人 | 526万4458人 | -5.6%  |
| 1998年     | 1万5492人 | 565万4526人 | 283万9792人 | 281万4734人 | 1万5080人 | 550万4152人 | -7.1%  |
| 1997年     | 1万6671人 | 608万5067人 | 312万6899人 | 295万8168人 | 1万6166人 | 590万0442人 | -2.4%  |
| 1996年     | 1万7080人 | 623万4204人 | 322万5788人 | 300万8416人 | 1万6489人 | 601万8496人 | -0.4%  |
| 1995年     | 1万7155人 | 626万1395人 | 324万8820人 | 301万2575人 | 1万6544人 | 603万8460人 | 1.6%   |
| 1994年     | 1万6888人 | 616万4282人 | 317万4686人 | 298万9596人 | 1万6325人 | 595万8519人 | -4.5%  |
| 1993年     | 1万7678人 | 645万2326人 | 341万6943人 | 303万5383人 | 1万7016人 | 621万0947人 | 1.5%   |
| 1992年     | 1万7418人 | 635万7671人 | 339万6025人 | 296万1652人 | 1万6885人 | 616万3061人 | -2.0%  |
| 1991年     | 1万7766人 | 648万4503人 | 356万7396人 | 291万7107人 | 1万7337人 | 632万7872人 | 2.3%   |
| 1990年     | 1万7368人 | 633万9201人 | 353万8197人 | 280万1004人 | 1万6638人 | 607万2754人 | 3.1%   |
| 80年代平均 | 1万5327人 | 559万7078人 | 307万5066人 | 252万2012人 | 1万5159人 | 553万1595人 | -9.7%  |
| 1989年     | 1万6840人 | 614万6488人 | 348万6017人 | 266万0471人 | 1万6256人 | 593万3454人 | -4.6%  |
| 1988年     | 1万7649人 | 644万1912人 | 389万2307人 | 254万9605人 | 1万7266人 | 630万2243人 | 41.2%  |
| 1987年     | 1万2500人 | 457万4989人 | 210万5647人 | 246万9342人 | 1万2204人 | 446万6626人 | -14.0% |
| 1986年     | 1万4528人 | 530万2901人 | 290万1123人 | 240万1778人 | 1万4333人 | 523万1429人 | 0.3%   |
| 1985年     | 1万4484人 | 528万6668人 | 287万6981人 | 240万9687人 | 1万4402人 | 525万6681人 | -0.5%  |
| 1984年     | 1万4561人 | 531万4750人 | 291万0011人 | 240万4739人 | 1万4500人 | 529万2220人 | -2.1%  |
| 1983年     | 1万4869人 | 544万2058人 | 298万0834人 | 246万1224人 | 1万4792人 | 541万3873人 | -3.6%  |
| 1982年     | 1万5428人 | 563万1189人 | 308万6535人 | 254万4654人 | 1万5428人 | 558万8693人 | -3.6%  |
| 1981年     | 1万6011人 | 584万2915人 | 320万8523人 | 263万4392人 | 1万5948人 | 582万0840人 | -2.4%  |
| 1980年     | 1万6402人 | 598万6911人 | 330万2685人 | 268万4226人 | 1万6465人 | 600万9890人 | -0.6%  |
| 1979年     | 1万6507人 | 604万1410人 | 333万5516人 | 270万5894人 | 1万6581人 | 606万8758人 | -2.9%  |
| 1978年     | 1万6995人 | 620万3075人 | 345万0989人 | 275万2086人 | 1万6790人 | 619万4198人 | -2.3%  |
| 1977年     | 1万7394人 | 634万8962人 | 357万8681人 | 277万0281人 | 1万7258人 | 629万9234人 |        |

一日平均乗車人員（単位：人/日）（1977年から1996年までの20年間）
一日平均乗車人員（単位：人/日）（1997年から2016年までの20年間）
一日平均乗車人員（単位：人/日）（2017年から2020年までの4年間）
岡山駅において山陽新幹線始発列車への接続をするため、当駅の始発列車は比較的早い（2020年時点では午前4時35分発の快速「マリンライナー2号」）。

## 駅弁
四国キヨスクおよびJR四国が全ての資本を出資する「高松駅弁」が販売していたが、業績の悪化により2014年6月20日をもって廃業（店舗は同年5月11日に閉鎖）した。同年6月21日よりステーションクリエイト東四国（現・JR四国ステーション開発）が引き継ぎ販売している（岡山の三好野本店に製造を委託）。主な駅弁は下記の通り。
- げんき100ばい！アンパンマン弁当
- アンパンマン弁当
- あなご飯
- 瀬戸の凧
- 松山名物 醤油めし

## 駅周辺
高松駅・高松港旅客ターミナルなどを含めた高松港頭地区など付近一帯は「サンポート高松」として再開発されており、高松港へ続く駅北側にはオフィスビル、高松サンポート合同庁舎 （2006年12月完成）、多数の高層マンションが所狭しと林立している。また、駅前広場に面して四国最大級のシティホテルであるJRホテルクレメント高松、高さ151mの高松シンボルタワー、高松港旅客ターミナルビルなどの高層ビル群が立ち並んでいる。JR四国の本社もこの地区に存在する。
丸亀町商店街などの高松の繁華街はことでん瓦町駅周辺であり、高松駅に近接する高松築港駅に乗り換えることでアクセスが可能である。一方で、高松駅周辺が新たな商業・業務拠点となりつつある。
高松駅には商業棟と駐車場棟からなる駅ビル「タカマツオルネ」（2024年開業）が併設されている。オルネ開業前は、駅コンコースを挟んで南側に商業施設・COM高松、北側にエースワンサンポート高松店、ミスタードーナツJR高松ショップがあった。その後新駅ビル（オルネ北館）建設のためにエースワンとミスタードーナツが閉店した後、跡地にオルネ北館と駐車場棟が建設され、COM高松はオルネに統合され、タカマツオルネ南館となった。
- 高松築港駅
- 高松駅前バスターミナル
- 高松港旅客ターミナルビル
- 玉藻公園（高松城址）
- 高松シンボルタワー
  - マリタイムプラザ高松（高松シンボルタワー内ショッピングモール）
  - サンポートホール高松
- 香川県立アリーナ
- JRホテルクレメント高松
- JRクレメントイン高松
- 徳島文理大学高松駅キャンパス
- めりけんや 高松駅前店
- 北浜alley
- 国道30号（水城通り、中央通り）
- 香川県道173号高松停車場栗林公園線（県庁前通り）
- 香川県高松北警察署 - 2001年に現在地（四国鉄道病院跡地）へ移転。
- 高松法務合同庁舎
  - 高松高等検察庁
  - 高松地方検察庁
  - 高松区検察庁
  - 高松出入国在留管理局
  - 高松法務局
  - 高松矯正管区
- 高松高等裁判所
- 高松地方裁判所
- 高松家庭裁判所
- 高松簡易裁判所
- 高松中央郵便局
  - ゆうちょ銀行高松店
- かんぽ生命保険高松支店
- 日本銀行高松支店
- JR四国 本社
- 四国電力本社
- NHK高松放送局
- 西日本放送本社
- 香川県農業協同組合本店
- マルナカ サンポート店

### バス路線
高松駅バス停は高松市内を走る路線バスほぼ全ての発着点となるターミナルであり、主な高速バスもここに停車する。乗り場はほぼ全ての路線が高松駅前広場を挟んだ北側および駅南側に位置する「高松駅前バスターミナル」に集約されており、鉄道駅舎からは屋根付きで結ばれているため雨天時にも濡れることなく乗換えが可能である。2013年9月以前は北側のみであったが、同年10月1日より高速バスは駅南側の敷地（高松築港駅が移転する予定だった場所）に新設された乗り場に移転した。

## 付記

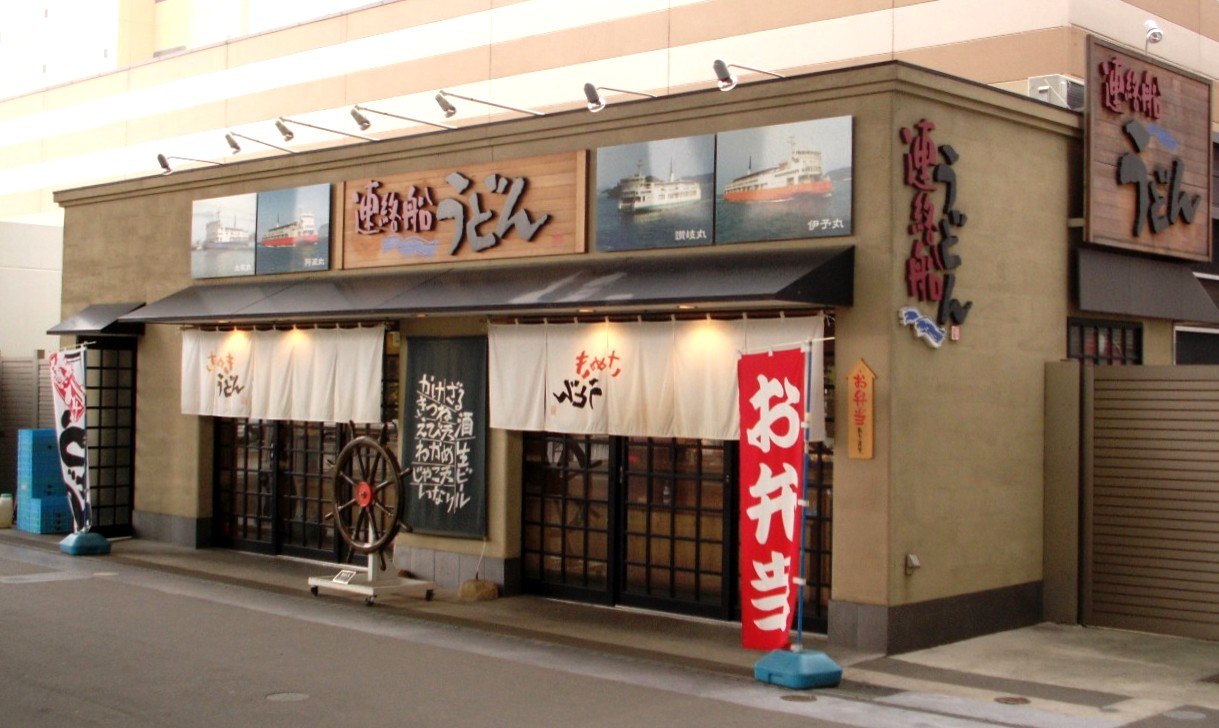
営業当時の「連絡船うどん」

- 当駅発着の乗車券類を購入すると「（讃）高松 - ○○」または「○○ - （讃）高松」と印字される（讃は讃岐の略）。これはJR七尾線の高松駅と区別するためである。
  - また、岡山県には備中高松駅（吉備線）が所在し、岡山駅からは当駅と備中高松駅に向かう列車の両方が存在するため、当駅行きの列車に対しては「四国高松行き」と案内することがある。
- 瀬戸大橋線開業以前は到着列車はすべて上り列車となり、出発列車はすべて下り列車となっていたが、瀬戸大橋線開業で下り列車の到着、上り列車の発車が発生した。
- 宇高連絡船の時代から新幹線や寝台特急と四国内特急列車との乗り継ぎ割引が適用される乗換駅である。
- 改札内にはJR四国の子会社であるうどん屋、外の商業フロア「COM高松」にはベーカリー「リトルマーメイド」[50]やレストラン、カフェ、書店、雑貨屋、カルチャースクールなどが出店している。
- 2001年5月のJR高松駅の新駅舎開業に合わせて宇高連絡船の甲板で出されていた「連絡船うどん」の名称のうどん店が駅構内に復活した[28][32]（ただし、納入する製麺業者は連絡船時代とは異なる）。2014年より運営元がJR四国傘下のセルフうどん店チェーンである「めりけんや」に変更された[28][32]。その後、駅周辺の再開発に伴い、2021年11月限りで閉店となった[28][32][51]。
- 地下駐輪場では高松市が運営する6時間以内100円、24時間以内200円[注釈 4]のレンタサイクルがある。ことでん瓦町駅、栗林駅などと相互に乗り捨ても可能である。
- 現在の4代目駅舎が完成した当時は日本国内の各社で自動改札機の導入が進んでいた時期であったが、JR四国では自動改札機の導入予定がなかったため設置されなかった。その後導入計画の具体化にともない2008年6月1日、高知駅に次いで設置された（黄色の筐体）。
- 2012年3月17日には、ICOCAカードの利用が可能になった[31]（ICOCA専用の自動改札機（青色の筐体）とSMART ICOCA専用のチャージ機が1台ずつ設置された[52]。2014年3月1日の多度津－高松間ICOCA利用開始に伴い、チャージも開始された[53]。）。これにより、ICOCAと相互利用するSUGOCA、PiTaPa、TOICA、Suica（2013年3月23日より、Kitaca、PASMO、はやかけん、nimoca、manacaも利用可能）が利用できるが、高松琴平電鉄のIruCaは使用できない。なおICOCAの利用範囲は現在では、当駅から200キロ以内のICOCA導入駅というJR西日本管内の駅と同じ扱いとなっているが、かつては使用区間に特殊な制限があった[注釈 5]。以前はICOCAの発売と現金によるチャージも取り扱っていなかったが[31]、前述の2014年3月1日の多度津－高松間ICOCA利用開始時より、窓口でのSHIKOKU ICOCAの発売（券売機での発売は不可）とチャージ機でのチャージが可能になった[注釈 6]。
- 2000年より貨物列車の発着はないもののJR貨物の駅であるのは、高松・徳島両運転所配置への新車搬入のため[要出典]である。
- 以前は、予讃線下り本線と高徳線はしばらく線路を共用し、構内の外れで分岐する配線となっていたため予讃線と高徳線の同時発車ができないなど制約があったが、4代目駅舎建設に伴う配線変更により別線化され制約がなくなった。また、高松運転所への回送列車は予讃線をしばらく走行してから分岐する配線である。この分岐点は信号場ではなく高松駅の構内扱いとなっている。
- 予讃線と高徳線を直通する列車の場合は、駅西方にある分岐器を使い、直通先のホームへと入線する。（例：予讃線→高徳線の場合は、1～3番ホームへ入線し、スイッチバックを行って高徳線方面へ発車）このような運用は2025年3月ダイヤ改正以降は定期列車での設定はないが、徳島市阿波おどり開催期間に徳島駅 - 高松駅 - 伊予西条駅間にて臨時運転される特急阿波踊り号も同じ扱いである。

## 隣の駅
四国旅客鉄道（JR四国）
■予讃線（■瀬戸大橋線）
- 寝台特急「サンライズ瀬戸」・特急「いしづち」「モーニングEXP高松」「しまんと」発着駅

■快速「マリンライナー」
高松駅 (Y00) - 坂出駅 (Y08)（早朝・深夜のみ鬼無駅 (Y02)）
■快速「サンポート」
高松駅 (Y00) - 端岡駅 (Y03)（朝の上り・夕方の上り1本は鬼無駅 (Y02)）
■普通
高松駅 (Y00) - 香西駅 (Y01)
■高徳線
- 特急「うずしお」発着駅

■普通
高松駅 (T28) - 昭和町駅 (T27)

### かつて存在した路線
四国旅客鉄道（JR四国）
宇高航路（宇高連絡船）
宇野駅 - 高松駅